# Krasznisora
A Krasznisora (más néven Krasznij, Kraszna, ukránul: Красний [Krasznij]) folyó Kárpátalján, a Tarac jobb oldali mellékvize. Hossza 13 km, vízgyűjtő területe 50,7 km². Esése 68 ‰.
A Kraszna-havason, a Kelemen-havas déli lejtőjén ered. Délkeleti irányban folyik. Tarackrasznán torkollik a Taracba. 

## Települések a folyó mentén
- Tarackraszna (Красна)